# You, Me and the Alarm Clock
You, Me and the Alarm Clock – solowy minialbum Johna Bramwella (I Am Kloot). Płyta ukazała się w 1989 roku nakładem wytwórni Village Records w postaci gramofonowej (12"). John Bramwell zbliżał się wówczas do swoich 24 urodzin i występował pod pseudonimem Johnny Dangerously.
Na album składają się piosenki autorstwa Johna Bramwella, wykonane i wyprodukowane przez niego w Sugarloaf Studios w Abergavenny (południowo-wschodnia Walia).
Płyta została wydana w niewielkim nakładzie i nie była wznawiana aż do 2012 roku: 7 maja 2012 ukazała się zremasterowana, limitowana reedycja albumu w formie CD. Wznowienie to ukazało się nakładem wytwórni Townsend Music (nr kat. TOWNCD62). Na jego okładce zamiast pseudonimu „Johnny Dangerously” znalazło się prawdziwe imię i nazwisko Johna Bramwella.
Jesienią 2006, płyta You, Me and the Alarm Clock znalazła się na liście „Najwspanialszych albumów, których nigdy nie słyszeliście”, opublikowanej przez brytyjski dziennik The Guardian. Lista złożona była z dwudziestu pozycji wybranych spośród propozycji nadesłanych przez czytelników pisma.
Tuż po premierze You, Me and the Alarm Clock, w listopadzie tego samego roku, John Bramwell odbył krótką trasę koncertową po Anglii, obejmującą miasta: Doncaster, Manchester, Macclesfield, Norwich, Londyn, Bury oraz Cambridge.

## Lista utworów
| A1. | „Junk Culture”                | 3:37  |
|     |                               |       |
| A2. | „Pierfront Arcade”            | 2:28  |
|     |                               |       |
| A3. | „You, Me and the Alarm Clock” | 2:46  |
|     |                               |       |
| B1. | „Black and Blue”              | 2:08  |
|     |                               |       |
| B2. | „This Town and Mary”          | 2:42  |
|     |                               |       |
| B3. | „Tearing It Down”             | 2:41  |
|     |                               |       |
|     |                               | 16:22 |
|     |                               |       |

## Singel „Black and Blue”/„This Town and Mary”
Według słów Johna Bramwella, jego ulubionym utworem z tego albumu jest „Junk Culture”. Faworytem większości słuchaczy jest jednak „Black and Blue”. Przed wydaniem You, Me and the Alarm Clock, piosenkę tę Bramwell opublikował za własne pieniądze na singlu. Singel ten, zawierający dwa utwory, „Black and Blue” i „This Town and Mary”, wydane w postaci tzw. podwójnej strony A na płycie gramofonowej (7"), ukazał się w 1987 roku (Small World Records, nr kat. JDB1). Dzięki powodzeniu, jakim cieszył się utwór „Black and Blue”, John Bramwell wystąpił po raz pierwszy w audycji Johna Peela oraz wyruszył w krótką trasę jako support występów Johna Coopera Clarke'a.

## Dalsze losy poszczególnych piosenek
Piosenka „Tearing It Down” znalazła się na stronie B singla „Introducing Jane” (1990, Village Records, płyta gramofonowa 12", nr kat. VILT-111) nagranego wspólnie przez grupę The deBuchias i Johna Bramwella.
W 2004 roku piosenka „Junk Culture” została ponownie nagrana i umieszczona na wydawnictwach grupy I Am Kloot:
- singlu „Proof” (2004),
- stronach B odpowiednich wersji singla „Over My Shoulder” (2005),
- kompilacji B (2009).

Piosenka „Black and Blue” ukazała się jako strona B jednej z wersji singla „Fingerprints” (2011) grupy I Am Kloot.

## Twórcy
- John Bramwell – produkcja[2]
- Dave Price – inżynieria[3][2]
- Tim Mulryan – oprawa graficzna[3]
- Will Bradley – zdjęcia (na okładce)[3]